# Aspe (Berg)
Der Aspe (spanisch Pico de Aspe, aragonesisch Punta Esper) ist ein 2645 msnm hoher Berg in den spanischen Pyrenäen.
Am Fuße des Berges liegen der Somportpass und das Skigebiet von Candanchú.